# Jonathan Rowe (football)
Pour les articles homonymes, voir Jonathan Rowe et Rowe.
Jonathan Rowe, né le 30 avril 2003 à Londres en Angleterre, est un footballeur anglais qui évolue au poste d'ailier gauche à l'Olympique de Marseille.

## Biographie

### Carrière en club

#### Norwich City
Jonathan Rowe est formé par le club de Norwich City. Le 20 octobre 2021, il signe son premier contrat professionnel avec Norwich.
Rowe se fait remarquer avec l'équipe réserve du club lors de la saison 2021-2022 en inscrivant neuf buts et délivrant cinq passes décisives en quinze matchs, ce qui incite l'entraîneur de l'équipe première Dean Smith à le promouvoir en équipe première.
Il joue son premier match professionnel lors d'une rencontre de Premier League le 28 décembre 2021. Il entre en jeu à la place de Chrístos Tzólis et son équipe s'incline par trois buts à zéro ce jour-là,.
Le 11 janvier 2022, il signe un nouveau contrat avec Norwich, le liant au club jusqu'en juin 2025.

#### Olympique de Marseille
Le 21 août 2024, un accord est trouvé entre Norwich City et l'Olympique de Marseille pour un prêt d'une saison avec obligation d'achat d'un montant de 17 millions d'euros.
Il inscrit son premier but avec l'OM le 22 septembre 2024 sur le terrain de l'Olympique lyonnais, offrant au club phocéen une précieuse victoire 3-2 à la dernière seconde du match. Il est officiellement transféré à l'Olympique de Marseille en fin de saison.
Le 18 août 2025, à la suite d’une bagarre avec échange de coups de poings dans le vestiaire, avec Adrien Rabiot, il est mis à pied avant que le club annonce la décision de se séparer des deux joueurs.

### Carrière internationale
Jonathan Rowe est né en Angleterre de parents jamaïcains mais ne possède que la nationalité anglaise. 
En octobre 2023, Jonathan Rowe est convoqué pour la première fois avec l'équipe d'Angleterre espoirs,. En juin 2025, il est sélectionné pour participer à l'Euro espoirs. Lors de la finale, il inscrit le but de la victoire en prolongation, permettant ainsi à l'équipe d'Angleterre espoirs de remporter le titre.

## Statistiques

### En club
| Saison                | Club                          | Championnat           | Championnat | Championnat | Championnat | Coupe nationale | Coupe nationale | Coupe nationale | Coupe de la Ligue | Coupe de la Ligue | Coupe de la Ligue | Compétition(s) continentale(s) | Compétition(s) continentale(s) | Compétition(s) continentale(s) | Compétition(s) continentale(s) | Total | Total | Total |
| Saison                | Club                          | Division              | M.          | B.          | P.d.        | M.              | B.              | P.d.            | M.                | B.                | P.d.              | Comp.                          | M.                             | B.                             | P.d.                           | M.    | B.    | P.d.  |
| 2021-2022             | Norwich City                  | Premier League        | 13          | 0           | 1           | 2               | 0               | 0               | -                 | -                 | -                 | -                              | -                              | -                              | -                              | 15    | 0     | 1     |
| 2022-2023             | Norwich City                  | Championship          | 3           | 0           | 0           | -               | -               | -               | -                 | -                 | -                 | -                              | -                              | -                              | -                              | 3     | 0     | 0     |
| 2023-2024             | Norwich City                  | Championship          | 34          | 12          | 2           | 2               | 0               | 0               | 2                 | 1                 | 1                 | -                              | -                              | -                              | -                              | 38    | 13    | 3     |
| Sous-total            | Sous-total                    | Sous-total            | 50          | 12          | 3           | 4               | 0               | 0               | 2                 | 1                 | 1                 | -                              | -                              | -                              | -                              | 56    | 13    | 4     |
| 2024-2025             | Olympique de Marseille (prêt) | Ligue 1               | 28          | 3           | 3           | 2               | 0               | 1               | -                 | -                 | -                 | -                              | -                              | -                              | -                              | 30    | 3     | 4     |
| 2025-2026             | Olympique de Marseille        | Ligue 1               | 1           | 0           | 0           | -               | -               | -               | -                 | -                 | -                 | C1                             | -                              | -                              | -                              | 1     | 0     | 0     |
| Sous-total            | Sous-total                    | Sous-total            | 29          | 3           | 3           | 2               | 0               | 1               | -                 | -                 | -                 | -                              | -                              | -                              | -                              | 31    | 3     | 4     |
| Total sur la carrière | Total sur la carrière         | Total sur la carrière | 79          | 15          | 6           | 6               | 0               | 1               | 2                 | 1                 | 1                 | -                              | -                              | -                              | -                              | 87    | 16    | 8     |

## Palmarès

### En club
| Olympique de Marseille - Championnat de France : - Vice-champion : 2024-25. |

### En sélection
Angleterre
| - Championnat d'Europe Espoirs (1) : - Vainqueur : 2025. |